# Karol Piasecki
Karol Piasecki (ur. 3 lutego 1859 w Tudorkowicach, zm. 25 lutego 1947 we Wschowie) – tytularny generał major cesarskiej i królewskiej armii, tytularny generał dywizji Wojska Polskiego.

## Życiorys
Młodość, służba w austriackiej armii
Karol Piasecki urodził się 3 lutego 1859 w Tudorkowicach, w powiecie sokalskim, w rodzinie urzędnika państwowego. Po ukończeniu gimnazjum we Lwowie 11 lutego 1876 powołany został do służby w c. i k. 80 pułku piechoty. Następnie uczył się w lwowskiej prowizorycznej szkoły kadetów. Po zakończeniu nauki w 1879 przydzielony z powrotem do tego regimentu. Zajmował w nim m.in. stanowiska oficera uzbrojeniowego batalionu (1881), oficera prowiantowego batalionu i pułku (1886–1889), dowódcy kompanii (1893–1906) i batalionu (1907). W 1904 roku ukończył kurs dla oficerów sztabowych w Wiedniu.
Wziął udział w I wojnie światowej. 6 sierpnia 1914 objął dowództwo c. i k. Brygady Piechoty Landsturmu „Piasecki”. Od września do listopada 1914 na froncie galicyjskim dowodził c. i k. 95 Brygadą Piechoty Landsturmu. Od grudnia 1914 do stycznia 1915 był tymczasowym dowódcą c. i k. 30 pułku piechoty. Od 22 stycznia 1915 pełnił funkcję inspektora szpitali i domów rekonwalescentów przy Dowództwie Wojskowym Kraków. Przeniesiony w stan spoczynku z pozostawieniem na dotychczasowym stanowisku. 20 listopada 1917 został awansowany do stopnia tytularnego generała majora.
Służba w WP, późniejsze losy
27 grudnia 1918 został przyjęty z dniem 1 listopada 1918 do Wojska Polskiego z zatwierdzeniem posiadanego stopnia generała podporucznika. Uznany za niezdolnego do służby w polu, zajmował stanowisko zastępcy dowódcy Okręgu Generalnego „Kraków” do spraw lokalnych w Krakowie.
Z dniem 1 kwietnia 1921 został przeniesiony w stały stan spoczynku w stopniu generała podporucznika. Od 5 maja 1922, po wejściu w życie ustawy z dnia 23 marca 1922 o podstawowych obowiązkach i prawach oficerów Wojsk Polskich, był generałem brygady. 26 października 1923 Prezydent RP zatwierdził go w stopniu tytularnego generała dywizji. Zamieszkał w Złoczowie, gdzie przebywał do repatriacji w 1945. Repatriowany do Wschowy, gdzie zmarł 25 lutego 1947.
Żonaty z Władysławą Monasterską, z którą miał córkę.

## Awanse
W cesarskiej i królewskiej armii: 
- porucznik (leutnant) – 1881
- nadporucznik (oberleutnant) – 1887
- kapitan (hauptmann II kl.) – 1893
- kapitan (hauptmann I kl.) – 1895
- major (major) – 1 maja 1906
- podpułkownik (oberstleutnant) – 1 maja 1910
- pułkownik (oberst) – 1 maja 1913
- tytularny generał brygady (titular generalmajor) – 20 listopada 1917

W Wojsku Polskim:
- generał podporucznik - 1 listopada 1918
- generał brygady - 5 maja 1922
- tytularny generał dywizji - 26 października 1923

## Ordery i odznaczenia
- Złoty Krzyż Zasługi – 28 listopada 1938[4]
- Krzyż Rycerski Orderu Franciszka Józefa z wojenną dekoracją[5]
- Krzyż Zasługi Wojskowej[5]
- Medal Zasługi Wojskowej na wstędze Krzyża Wojskowego z mieczami[5]
- Srebrny Medal Zasługi Wojskowej na czerwonej wstędze[5]
- Brązowy Medal Zasługi Wojskowej na czerwonej wstędze[5]
- Odznaka za Służbę Wojskową II Klasy[5]
- Medal Jubileuszowy Pamiątkowy dla Sił Zbrojnych i Żandarmerii[5]
- Krzyż Jubileuszowy Wojskowy[5]
- Medal Pamiątkowy Bośniacko-Hercegowiński[5]
- Krzyż Pamiątkowy Mobilizacji 1912–1913[5]